# 지사초등학교
지사초등학교는 대한민국 전북특별자치도 임실군에 있는 공립 초등학교이다.

## 학교 연혁
- 1926. 05. 10. 지사사립학교개교
- 1931. 04. 01. 지사공립보통학교 인가
- 1942. 04. 01. 6년제 인가
- 1964. 04. 01. 원산초등학교 분리
- 1994. 03. 01. 원산초등학교 통합
- 1996. 03. 01. 지사초등학교로 개칭
- 2014. 02. 11. 제78회 졸업(8명 졸업, 총4,735명)
- 2014. 03. 01. 제26대 이영준 교장 부임

## 참고 자료
- 지사초등학교 - 한국교육학술정보원 학교알리미